# Colubroelaps nguyenvansangi
Colubroelaps nguyenvansangi är en orm i familjen snokar som förekommer i Vietnam. Arten är ensam i släktet Colubroelaps.
Arten är med en längd upp till 50 cm (inklusive en cirka 11 cm lång svans) liten samt påfallande smal. Djuret påminner om ormar i underfamiljen Elapinae men den är inte giftig och saknar huggtänder. Arten har iridiserande fjäll. Huvudets främre del är på ovansidan gul och bakhuvudet är täckt av svarta fjäll. Colubroelaps nguyenvansangi har vit haka och vit strupe. Den orangebruna ovansidan av bålen och svansen är delad i två delar genom en längsgående smal svartblå linje på ryggens topp. På kroppens sidor är fjällen svartblå och undersidan är vitaktig.
Denna snok har två små och från varandra skilda populationer i södra Vietnam. Den hittas i kulliga områden mellan 500 och 750 meter över havet. Ett exemplar upptäcktes i en förändrad städsegrön skog med enstaka gamla träd. Individen hade gömd sig i lövskiktet. Ett annat exemplar levde i en region där skogar med ärtväxter är vanliga. Antagligen lägger honor ägg.
En population lever i en nationalpark men i parken pågår illegalt skogsbruk. Inget är känd om beståndets storlek. IUCN listar arten med kunskapsbrist (DD).